# Sunbilla
Sunbilla település Spanyolországban, Navarra autonóm közösségben. Sunbilla Etxalar, Bertizarana, Doneztebe, Elgorriaga, Ituren, Arantza és Igantzi községekkel határos. Lakosainak száma 674 fő (2024).

## Népesség
A település népessége az elmúlt években az alábbi módon változott:
| Lakosok száma | 693  | 660  | 662  | 659  | 665  | 650  | 675  | 675  | 677  | 674  |
|               | 2001 | 2004 | 2007 | 2009 | 2012 | 2014 | 2017 | 2019 | 2022 | 2024 |